# Кашина Казна (Кунео)
Кашина Казна је насеље у Италији у округу Кунео, региону Пијемонт.
Према процени из 2011. у насељу је живело 8 становника. Насеље се налази на надморској висини од 501 м.